# Rykellus brevipellitus
Rykellus brevipellitus är en spindeldjursart som beskrevs av Wolfgang Karg och Anita Schorlemmer 2009. Rykellus brevipellitus ingår i släktet Rykellus och familjen Ologamasidae. Inga underarter finns listade i Catalogue of Life.